# Empogona gossweileri
Empogona gossweileri är en måreväxtart som först beskrevs av Spencer Le Marchant Moore, och fick sitt nu gällande namn av James Tosh och Elmar Robbrecht. Empogona gossweileri ingår i släktet Empogona och familjen måreväxter. Inga underarter finns listade i Catalogue of Life.